# Sua Maestà Douglas
Sua Maestà Douglas (His Majesty, the American) è un film muto del 1919 diretto da Joseph Henabery che ne firmò anche la sceneggiatura insieme a Elton Banks, pseudonimo sotto il quale si celava Douglas Fairbanks, protagonista e anche produttore del film.

## Trama
William Brooks è un irrequieto milionario alla ricerca continua di avventure e di emozioni forti. Ha addirittura installato in casa un palo come quello dei vigili del fuoco e, quando gli suona l'allarme di un incendio, si precipita al salvataggio della gente in pericolo saltando come un gatto da una casa all'altra. Aiuta anche il dipartimento di polizia, ma poi, quando il procuratore distrettuale dà una stretta al crimine, decide di partire per il Messico. Le sue avventure sono frustrate ben presto dai provvedimenti di Pancho Villa e, allora, ricevendo un cablogramma che lo esorta a recarsi in Europa, nel piccolo regno di Alaine, per conoscere sua madre di cui lui non sa nulla, William parte, volendo anche scoprire l'origine della sua ricchezza e la fonte dei pagamenti che fino a quel momento gli hanno permesso di vivere da milionario. Ad Alaine, è piacevolmente sorpreso dall'instabilità del clima politico del luogo: dopo avere sventato un complotto del ministro della guerra per rovesciare il re ed avere guidato la cavalleria per fermare la rivolta, Billy scopre che sua madre è la figlia del re e che la pupilla del sovrano è la ragazza di cui lui si è innamorato. Dopo averla sposata, il giovane americano trasforma il regno di Alaine in una repubblica.

## Produzione

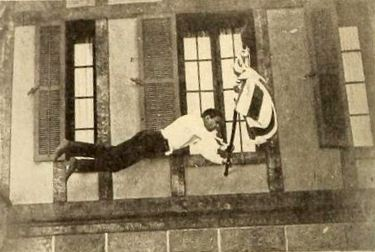
Le acrobazie di Douglas

Il film fu prodotto dalla Douglas Fairbanks Pictures.

## Distribuzione
Il copyright del film, richiesto dalla Douglas Fairbanks Pictures Corp., fu registrato il 1º settembre 1919 con il numero LP14608.

Distribuito dalla United Artists, il film uscì in prima a Chicago il 31 agosto 1919, uscendo poi nelle sale il giorno seguente, 1º settembre. A New York, fu presentato il 24 ottobre 1919 al Capitol Theatre.
Fu il primo dei film distribuiti dalla nuova casa fondata da Fairbanks, Mary Pickford, Charlie Chaplin e D.W. Griffith: compagnia creata proprio per offrire un canale di distribuzione privilegiato alle opere dei quattro artisti che producevano autonomamente ognuno i propri film.

### Conservazione
Copie della pellicola si trovano in diversi archivi: in quelli del Cohen Media Group (Raymond Rohauer collection); dell'EmGee Film Library e in collezioni private. Si trovano anche alla Bulgarska Nacionalna Filmoteka di Sofia; alla Cinémathèque Royale de Belgique di Bruxelles (una copia di 115 minuti con didascalie in inglese); al George Eastman House di Rochester; al Museum Of Modern Art di New York; al Gosfilmofond di Mosca; al Det Danske Filminstitut di Copenaghen.